# Madeline Kahn
Madeline Kahn (Boston, 29 de setembro de 1942 – Nova Iorque, 3 de dezembro de 1999) foi uma atriz de cinema, televisão e teatro estado-unidense indicada para o Óscar e destacada por seu talento em comédias. Morreu em 3 de dezembro de 1999, vítima de um câncer no ovário. O diretor Mel Brooks, que a dirigiu em quatro filmes, a chamou da "maior comediante [feminina] que já existiu".

## Filmografia parcial
- The Dove (1968)
- What's Up, Doc? (1972)
- Paper Moon (1973)
- From the Mixed-Up Files of Mrs. Basil E. Frankweiler (1973)
- Blazing Saddles (1974)
- Young Frankenstein (1974)
- At Long Last Love (1975)
- The Adventure of Sherlock Holmes' Smarter Brother (1975)
- Won Ton Ton, the Dog Who Saved Hollywood (1976)
- High Anxiety (1977)
- The Cheap Detective (1978)
- The Muppet Movie (1979)
- First Family (1980)
- Wholly Moses! (1980)
- Simon (1980)
- History of the World, Part I (1981)
- Slapstick of Another Kind (1982)
- Yellowbeard (1983)
- City Heat (1984)
- Clue (1985)
- My Little Pony: The Movie (1986) (voz)
- An American Tail (1986) (voz)
- Betsy's Wedding (1990)
- Dr. Seuss's Sleep Book (1992) (Narrador)
- Mixed Nuts (1994)
- Nixon (1995)
- New York News (1995)
- A Bug's Life (1998) (voz)
- Judy Berlin (1999)